# 邵荃麟
邵荃麟（1906年—1971年），原名邵骏远，曾用名邵逸民，笔名变磷，浙江慈溪人，中国作家、文艺理论家、文学评论家。

## 生平
1926年，大学就读于复旦大学，期间加入共青团和中国共产党，并开始从事共青团和中国共产党的相关工作。
1928年1月，出任共青团浙江省委书记和中共浙江省委常委。
1934年1月，担任反帝反战大同盟宣传部长。
1934年，被捕入狱。约1936年，开始从事文学创作和翻译工作。1937年，出狱。出狱后在浙江、贵州、重庆等地做宣传工作。
1938年，与葛琴结婚。
抗日战争初期，担任华东局领导的东南文化委员会书记。
1944年，担任中共重庆局文委委员。1946年，赴香港出任工委副书记、文委书记。
1949年，调往担任政务院文教委员会计划局长。
20世纪50年代，曾任中国作家协会副主席、主席、党组书记。
文化大革命期间，受到冲击。1962年7月，中国作协在大连召开了“农村题材短篇小说创作座谈会”。会上，邵荃麟强调“现实主义深化”，提倡人物形象多样化，除正反两类人物形象外，还应该写中间状态的人物。这对于克服农村题材小说创作的浮浅单调现象起了积极作用。但后来他的这一论点被说成是主张用写“中间人物”来反对写英雄人物，是中间人物论。他因此受到公开批判。1971年6月10日含冤病死于秦城监狱中。

## 著作
- 《糖》
- 《车站前》
- 《话批评》（1948年）
- 《大众文艺丛刊评论专集》（1946年）
- 《论主观问题》（论文）
- 《对当前文艺运动的意见》（论文）
- 《文艺的真实性与阶级性》
- 《邵荃麟评论选集》
- 《英雄》
- 《邵荃麟散文集》

## 相关
- 改组文化部